# Ephippiger cavannai
Ephippiger cavannai är en insektsart som beskrevs av Targioni-tozzetti 1881. Ephippiger cavannai ingår i släktet Ephippiger och familjen vårtbitare. Inga underarter finns listade i Catalogue of Life.